# Comme un cœur froid
Comme un cœur froid è una canzone della cantante canadese Céline Dion, tratta dall'album Incognito e pubblicato come quarto singolo nel febbraio 1988 in Canada. Il brano fu scritto da Eddy Marnay e Jean-Alain Roussell. 

## Contenuti, successo commerciale e riconoscimenti
La canzone ebbe successo in Québec, dove raggiunse la prima posizione della classifica, rimanendovi per due settimane. Il singolo entrò nella Quebec Singles Chart il 6 febbraio 1988 e vi passò ventiquattro settimane. Il brano fu pubblicato sul lato A del disco mentre il lato B includeva il brano già edito in altri singoli, Ma chambre.
Per la promozione del brano fu realizzato anche un videoclip musicale tratto dallo speciale televisivo Incognito, trasmesso nel settembre 1987.
Uno degli autori di Con Comme un cœur froid, Jean-Alain Roussel, vinse un Félix Award come Arrangiatore dell'Anno.

## Formati e tracce
LP Singolo 7" (Canada) (CBS: C5 3028)
1. Comme un cœur froid – 4:10 (testo: Eddy Marnay – musica: Jean-Alain Roussel)
2. Ma chambre – 4:00 (Jean-Pierre Ferland, Daniel Mercure)

## Classifica
| Classifica (1988) | Posizione massima raggiunta |
| ----------------- | --------------------------- |
| Québec (ADISQ)    | 1                           |